# مركز شولالونغكورن للأعمال والتدريب
مركز شولالونغكورن للأعمال والتدريب (بالتايلندية: ศูนย์ฝึกอบรมด้านธุรกิจของคณะพาณิชยศาสตร์และการบัญชี จุฬาลงกรณ์มหาวิทยาลัย) هو مركز تدريب وإعداد المدربين في تايلاند. تم تأسيس المركز في عام 1995م، من قِبل إدارة شولالونغكورن للأعمال، باسم ميكرو إم بي إيه سولا، وذلك من أجل توفير دورات أعمال متعددة التخصصات لجميع أفراد الشعب التايلاندي. يقدم المركز دورات الأعمال القصيرة التالية:
- ماجستير في إدارة الأعمال الصغيرة.
- التسويق الرقمي الفعال.
- العلامات التجارية الفعالة في العمل.